# Babydaddy
Scott Hoffman (Houston, Texas; 1 de septiembre de 1976) conocido como Babydaddy, es un músico estadounidense. Ha ganado el Premio Ivor Novello, concedido por la Academia Británica de Compositores y Cantautores, en memoria de Ivor Novello, por la composición de canciones con su grupo de glam rock, los Scissor Sisters.

## Biografía
Hoffman nació en el seno de una familia judía; vivió la mayor parte de su infancia en Lexington, en el Estado de Kentucky; donde estudió en el Henry Clay High School. 
Más tarde, se trasladó a Nueva York, para estudiar en la Universidad de Columbia literatura y producción musical, y compaginó sus estudios con clases de baile. Conoció a Jake Shears, entonces conocido por Jason Sellards, por un amigo común. y le pidió que pusiera las voces para sus canciones. Cuando se trasladó a Nueva York para estudiar, los dos se unieron formando un dúo, naciendo una primera idea de Scissor Sisters en el 2001. Por aquel entonces, era solamente la unión de las voces de Jake junto a los acordes de Hoffman. A Babydaddy se le debe el haber creado el logo del grupo. No tenían ninguna idea, Jake le dio algunas ideas, y al día siguiente el logo estaba terminado.
Babydaddy ha sido considerado como un oso por muchos miembros de la comunidad de LGBT debido a su marco ronco, barba y comportamiento amistoso. Él sin ser consciente, se hizo un símbolo sexual para otros admiradores de osos después del lanzamiento del primer álbum de Scissor Sisters.
Desde entonces, el grupo ha cultivado y ha reclutado a miembros, en el proceso que amplía su estilo original musical para cubrir el rock, la discoteca y diversos géneros de música de baile.
Babydaddy toca diversos instrumentos, incluyendo teclados, guitarra, bajo y banjo; él y Jake Shears son los letristas principales para el grupo. Los dos también escribieron el sencillo "I Believe In You" para la cantante Kylie Minogue, así como canciones para su documental White Diamond. Babydaddy también ha coproducido con otros artistas incluyendo Tiga y Xavier y ha producido nuevas mezclas (junto al cantante de su grupo,  Jake Shears, de Scissor Sisters), para Blondie, Pet Shop Boys y The Ones.